# شهرستان فوجیتسو، ساگا

شهرستان فوجیتسو (انگلیسی: Fujitsu District, Saga) یکی از شهرستان‌های ژاپن است که در استان ساگا در ژاپن واقع شده‌است.